# Americana (Sangiovanni)
Americana è un singolo del cantante italiano Sangiovanni, pubblicato il 15 dicembre 2023.

## Video musicale
Il video visual, diretto da Byron Rosero, è stato pubblicato in concomitanza con l'uscita del singolo sul canale YouTube del cantante.

## Tracce
Testi di Giovanni Pietro Damian, Ginevra Lubrano e Riccardo Schiara, musiche di Nicolas Biasin, Davide Grigolo e Andrea Ferrara.
1. Americana – 2:39